# Kinky (álbum)
Kinky es el álbum debut del grupo de rock mexicano del mismo nombre. Fue publicado el 26 de marzo de 2002 en Nettwerk. La canción más popular, «Cornman», es parte de la banda sonora del videojuego LittleBigPlanet de PlayStation 3. Otro de sus canciones, «Más», está presentado en el videojuego SSX 3 de PS2 y la canción «Mirando de Lado» forma parte del soundtrack del videojuego de Madagascar para PC, PS2, GameCube y Xbox.

## Lista de canciones
| N.º | Título                    | Duración |  |
| 1.  | «Más»                     | 4:21     |  |
| 2.  | «Soun Tha Mi Primer Amor» | 3:10     |  |
| 3.  | «Great Spot»              | 3:20     |  |
| 4.  | «San Antonio»             | 3:31     |  |
| 5.  | «Field-Goal»              | 1:45     |  |
| 6.  | «Mirando de Lado»         | 4:44     |  |
| 7.  | «Sol»                     | 4:23     |  |
| 8.  | «Ejercicio No. 16»        | 4:21     |  |
| 9.  | «Sambita»                 | 3:58     |  |
| 10. | «Cornman»                 | 3:31     |  |
| 11. | «Anorexic Freaks»         | 3:40     |  |
| 12. | «Tonos Rosa»              | 3:34     |  |
| 13. | «Noche de Toxinas»        | 4:17     |  |